# Ingrandes (Vienne)
Ingrandes is een gemeente in het Franse departement Vienne (regio Nouvelle-Aquitaine) en telt 1723 inwoners (1999). De plaats maakt deel uit van het arrondissement Châtellerault.

## Geografie
De oppervlakte van Ingrandes bedraagt 35,3 km², de bevolkingsdichtheid is 48,8 inwoners per km². De Vienne stroomt langs de gemeente.

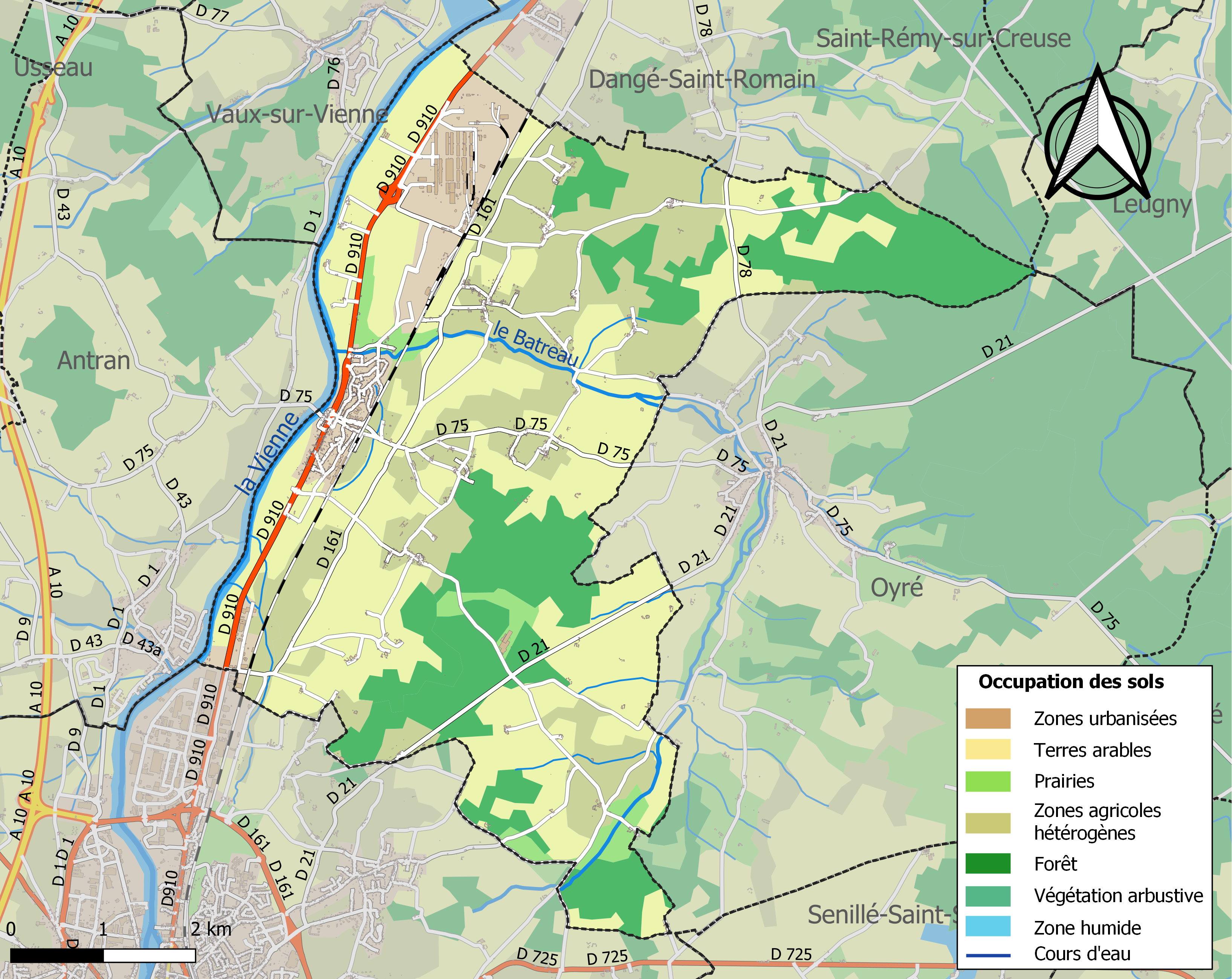
Kaart van de gemeente met de belangrijkste infrastructuur, bodemgebruik en omliggende gemeenten

## Verkeer en vervoer
In de gemeente ligt spoorwegstation Ingrandes-sur-Vienne.

## Overnachten
Ingrandes heeft twee verblijfsmogelijkheden: Chateau de Fouinières (+33660270396) en kasteelcamping met buitenzwembad. Het dichtbijgelegen Châtellerault heeft meer mogelijkheden.

## Demografie
Onderstaande figuur toont het verloop van het inwonertal (bron: INSEE-tellingen).